# Castros de Galice
Ceci est une liste de castros de Galice (Espagne), classés suivant les quatre provinces de la région.

## La Corogne
| Appellation                         | Localisation                             | Date d'occupation                                               | Observations |  |
| ----------------------------------- | ---------------------------------------- | --------------------------------------------------------------- | --- |  |
| Castro de Achadizo                  | Boiro                                    |                                                                 | |  |
| Castro de Agrafoxo                  | Rois                                     |                                                                 | |  |
| Castro de Agronovo                  | Vedra                                    |                                                                 | |  |
| Castro de Alvedro                   | Culleredo                                |                                                                 | |  |
| Castro de Ancos                     | Neda                                     |                                                                 | |  |
| Castro de Armental                  | Cambre                                   |                                                                 | |  |
| Castro de Baroña                    | Paroisse de Baroña, commune Porto do Son | Du IVe siècle av. J.-C. au Ier siècle av. J.-C.                 | Castro maritime, situé sur une péninsule. Il avait deux murailles, et 20 foyers circulaires et ovales sont conservés. |  |
| Castro de Beres                     | Cabana de Bergantiños                    |                                                                 | |  |
| Castro de Borneiro                  | Cabana de Bergantiños                    | VIe siècle av. J.-C.                                            | |  |
| Castro de Brañas                    | Toques                                   |                                                                 | |  |
| Castro de Calvario                  | Narón                                    |                                                                 | |  |
| Castro Castelo dos Mouros           | Ferrol                                   |                                                                 | |  |
| Castro de Castromaior               | Cambre                                   |                                                                 | |  |
| Castro de Castromaior               | Santiago de Compostela                   |                                                                 | En danger de disparition du fait de la construction d'une voie forestière qui le traverse. |  |
| Castro Croa de Fontá                | Ferrol                                   |                                                                 | |  |
| Castro A Croa de San Pedro de Leixa | Ferrol                                   |                                                                 | |  |
| Castro de Duei                      | Rois                                     |                                                                 | |  |
| Castro de Eiravedra                 | Ferrol                                   |                                                                 | |  |
| Castro de Elviña                    | Elviña, La Corogne                       | VIIIe siècle av. J.-C. / VIIe siècle av. J.-C. - Ier apr. J.-C. | |  |
| Castro de Fraís                     | Cambre                                   |                                                                 | |  |
| Castro de Gosende                   | Cambre                                   |                                                                 | |  |
| Castro da Graña                     | Toques                                   |                                                                 | |  |
| Castro de Illobre                   | Vedra                                    |                                                                 | |  |
| Castro de Lobadiz                   | Ferrol                                   |                                                                 | |  |
| Castro de Lupario                   | Rois                                     |                                                                 | Connu aussi sous le nom de castro de Beca. |  |
| Castro de Marzán                    | Vedra                                    |                                                                 | |  |
| Castro de Monte da Cidá             | Boiro                                    |                                                                 | N'a pas encore fait l'objet d'excavations. |  |
| Castro de Meirás                    | Sada                                     |                                                                 | |  |
| Castro de Meixigo                   | Cambre                                   |                                                                 | |  |
| Castro de Moares                    | Rois                                     |                                                                 | |  |
| Castro de Nostián                   | Arteixo                                  |                                                                 | Situé dans la paroisse Pastoriza. Peu étudié, quelques excavations ont été réalisées, ou, mieux dit, il a été procédé à une série de sondages et d'observations dans les années 1970 dirigées par C. Alonso del Real et Ramos e J. M. Vázquez Varela. |  |
| Castro de Neixón Grande             | Boiro                                    |                                                                 | |  |
| Castro de Neixón Pequeno            | Boiro                                    |                                                                 | |  |
| Castro de Oca                       | Coristanco                               |                                                                 | |  |
| Castro de O Peto                    | Vedra                                    |                                                                 | |  |
| Castro de Oín                       | Rois                                     |                                                                 | |  |
| Castro de Papoi                     | Ferrol                                   |                                                                 | |  |
| Castro de Pastoriza                 | Arteixo                                  |                                                                 | Situé dans la paroisse Pastoriza. |  |
| Castro de Picadizo                  | Rois                                     |                                                                 | |  |
| Castro de Porto Baixo               | Boiro                                    |                                                                 | Situé dans le parc naturel de Carreira. En mauvais état. Pas de fouilles. |  |
| Castro dos Prados                   | Ortigueira                               |                                                                 | Connu aussi sous l'appellation castro de Espasante, se trouve sur une péninsule. On y trouve un monument appelé Pedra Fermosa (Belle Pierre), l'un des rares trouvés en Galice.                                                                       |  |
| Castro de Pravio                    | Cambre                                   |                                                                 | |  |
| Castro de Regoelle                  | Dumbría                                  |                                                                 | |  |
| Castro de San Fins                  | Cabana de Bergantiños                    |                                                                 | |  |
| Castro de Sésamo                    | Culleredo                                |                                                                 | |  |
| Castro de Sigrás                    | Cambre                                   |                                                                 | |  |
| Castro de Socastro                  | Rois                                     |                                                                 | |  |
| Castro de Sueiro                    | Culleredo                                |                                                                 | |  |
| Castro de Coroa de Ladrido          | Ortigueira                               |                                                                 | |  |
| Castro do Castriño                  | Rianxo                                   |                                                                 | |  |
| Castro do Tallo de Ladrido          | Ortigueira                               |                                                                 | |  |
| Castro de Vigo                      | Cambre                                   |                                                                 | |  |
| Castro de Vilar de Castro           | Rois                                     |                                                                 | |  |
| Castro de Vilela                    | Ferrol                                   |                                                                 | |  |
| Castriño de Conxo                   | Saint-Jacques-de-Compostelle             |                                                                 | Pétroglyphes de haches remarquables |  |

## Lugo
| Appellation                    | Localisation      | Date d'occupation                                                   | Observations                                                                                 |
| ------------------------------ | ----------------- | ------------------------------------------------------------------- | -------------------------------------------------------------------------------------------- |
| Castro da Igrexa de Cazán      | Xermade           |                                                                     |                                                                                              |
| Castro da Torre                | Folgoso do Courel |                                                                     |                                                                                              |
| Castro das Grobas              | Ribadeo           |                                                                     |                                                                                              |
| Castro das Quenllas do Forno   | Guitiriz          |                                                                     |                                                                                              |
| Castro de Abuíme               | O Saviñao         |                                                                     |                                                                                              |
| Castro de Ameixende            | Castro de Rei     |                                                                     |                                                                                              |
| Castro de Arroxo               | Sober             |                                                                     |                                                                                              |
| Castro de Arroxo da Fonsagrada | A Fonsagrada      |                                                                     |                                                                                              |
| Castro de Baroncelle           | Abadín            |                                                                     |                                                                                              |
| Castro de Belesar              | Vilalba           |                                                                     |                                                                                              |
| Castro de Burela               | Burela            |                                                                     |                                                                                              |
| Castro de Cadeiras             | Sober             |                                                                     |                                                                                              |
| Castro de Castelo              | Cervo             |                                                                     |                                                                                              |
| Castro de Ceranzos             | Xove              |                                                                     |                                                                                              |
| Castro de Cervantes            | Cervantes         |                                                                     |                                                                                              |
| Castro de Codesido             | Vilalba           |                                                                     |                                                                                              |
| Castro de Donalbai             | Begonte           |                                                                     |                                                                                              |
| Castro de Duarría              | Castro de Rei     |                                                                     |                                                                                              |
| Castro de Fazouro              | Foz               |                                                                     |                                                                                              |
| Castro de Formigueiros         | Samos             |                                                                     |                                                                                              |
| Castro de Gondaísque           | Vilalba           |                                                                     |                                                                                              |
| Castro de Gundivós             | Sober             |                                                                     |                                                                                              |
| Castro de Ladra                | Vilalba           |                                                                     |                                                                                              |
| Castro de Moncelos             | Abadín            |                                                                     |                                                                                              |
| Castro de Morgadán             | Carballedo        |                                                                     |                                                                                              |
| Castro de Penas Agudas         | Xove              |                                                                     |                                                                                              |
| Castro de Rueta                | Cervo             |                                                                     |                                                                                              |
| Castro do Torrillón            | Xove              |                                                                     |                                                                                              |
| Castro de Xoibán               | Lugo              |                                                                     |                                                                                              |
| Castro de Viladonga            | Castro de Rei     | Occupation tardive du IIe siècle av. J.-C. au Ve siècle (ap. J.-C.) | Musée                                                                                        |
| Castro de Vilar                | Folgoso do Courel |                                                                     |                                                                                              |
| Castro de Vilaselán            | Ribadeo           |                                                                     |                                                                                              |
| Castro de Zoñán                | Mondoñedo         |                                                                     | En cours de fouilles effectuées par la ville et l'université de Saint-Jacques-de-Compostelle |
| Castro do Bispo                | A Pontenova       |                                                                     |                                                                                              |

## Ourense
| Appellation                 | Localisation       | Date d'occupation                                | Observations |
| --------------------------- | ------------------ | ------------------------------------------------ | --- |
| Castro da Cameixa           | Boborás            | Depuis le VIIIe ou VIIe siècle av. J.-C.         | Fouilles et observations faits par Florentino López Cuevillas. Pas de traces en superficie.                                                                                                  |
| Castro da Coroa             | A Rúa              |                                                  | |
| Castro da Xironda           | Cualedro           |                                                  | |
| Castro de A Pena            | Cenlle             |                                                  | N'a pas fait l'objet de fouilles. Situé dans la paroisse de Santa María de Cenlle. |
| Castro de Areas             | Cenlle             |                                                  | N'a pas fait l'objet de fouilles. Situé dans la paroisse de Esposende. |
| Castro de Astureses         | Boborás            |                                                  | Situé sous l'église de style roman. |
| Castro de Armeá             | Allariz            |                                                  | Connu aussi sous le nom de Augasantas (« Eaux saintes »). |
| Castro de Castromao         | Celanova           |                                                  | Seule une partie de l'ensemble a fait l'objet de fouilles. La partie étudiée est d'occupation tardive.                                                                                       |
| Castro de Lucenza           | Cualedro           |                                                  | |
| Castro de Magros            | Beariz             |                                                  | |
| Castro de Meimón            | Boborás            |                                                  | |
| Castro de Moldes            | Boborás            |                                                  | |
| Castro de Saceda            | Cualedro           |                                                  | Castro quasi romanisé. |
| Castro de San Salvador      | Allariz            |                                                  | |
| Castro de San Millao        | Cualedro           |                                                  | Connu sous le nom A Cidá (« La ville »). Castro très romanisé. Ses fortes défenses sont renforcées par des pedras fincadas, il s'agit de l'un des rares castros ayant cette caractéristique. |
| Castro de San Cibrán de Lás | Punxín, San Amaro  | du IIe siècle av. J.-C. au IIe siècle apr. J.-C. | Connu aussi sous le nom A Cidade (« La ville »), il s'agit du 2e castro de Galice par ses dimensions. Lansbrica. En cours de fouilles.                                                       |
| Castro de Santa Cristina    | Ribadavia          |                                                  | |
| Castro de San Tomé          | Ourense            |                                                  | Très romanisé. Au bas du castro, on trouve des villas romaines. Fouilles partielles. |
| Castro de San Trocado       | Punxín             |                                                  | Très proche du castro de San Cibrán de Lás, mais d'occupation antérieure. Études partielles.                                                                                                 |
| Castro de Torre da Cidá     | Nogueira de Ramuín |                                                  | |
| Castro de Trelle            | Toén               |                                                  | |
| Castro da Veiga             | Ribadavia          |                                                  | |
| Castro de Ventosela         | Ribadavia          |                                                  | |
| Castro de Vilachá           | Boborás            |                                                  | |
| Castro do Coto de Mosteiro  | O Carballiño       |                                                  | Fouilles partielles. |

## Pontevedra
| Appellation                     | Localisation       | Date d'occupation                              | Observations |
| ------------------------------- | ------------------ | ---------------------------------------------- | --- |
| Castro da Peneda                | Redondela          |                                                | On y a trouvé un trésor de monnaies romaines en bronze |
| Castro das Quintas              | A Estrada          |                                                | |
| Castro de Alcabre               | Vigo               |                                                | Fouillé par Angel Acuña dans les années 2002 et 2003. Peut se visiter en partie car a été intégré dans le musée de la Mer de la ville de Vigo.                                                                      |
| Castro de Aguións               | A Estrada          |                                                | |
| Castro de Altamira              | As Neves           | Ier siècle apr. J.-C.                          | Situé sur la paroisse de Taboexa. C'est ici que l'on a trouvé un des plus grands gisements de pièces en bronze de l'époque romaine.                                                                                 |
| Castro de Bendoiro              | Lalín              | VIe siècle av. J.-C. - Ier siècle (apr. J.-C.) | En 2007, on y a découvert ce que l'on peut considérer comme la deuxième nécropole en Galice de l'âge du fer. |
| Castro de Casasoa               | Rodeiro            |                                                | |
| Castro de Castrolandín          | Cuntis             |                                                | En cours d'excavations. |
| Castro de Centelle              | Rodeiro            |                                                | |
| Castro de Couso                 | A Estrada          |                                                | |
| Castro de Covelo                | Covelo (Galice)    |                                                | |
| Castro de Devesa                | Rodeiro            |                                                | |
| Castro de Donramiro             | Lalín              |                                                | |
| Castro de Faro                  | A Estrada          |                                                | |
| Castro de Guimarei              | A Estrada          |                                                | |
| Castro de Maceira               | Covelo (Galice)    |                                                | |
| Castro de Marcenlos             | A Estrada          |                                                | Connu aussi comme Outeiro Grande. |
| Castro de Moimenta              | A Estrada          |                                                | |
| Castro de Monte da Guía         | Vigo               |                                                | |
| Castro de Monte do Castro       | Vigo               | IIe siècle av. J.-C. - IIIe siècle apr. J.-C.  | Connu aussi comme castro de Vigo. A fait l'objet d'excavations. Peut être visité. Environ 45 constructions ont été mises au jour. Les pièces trouvées sont conservées au Musée municipal de Vigo, Quiñones de León. |
| Castro de Negros                | Redondela          |                                                | |
| Castro do Castelo               | Viana do Bolo      |                                                | |
| Castro de Pinceiras             | Gondomar           |                                                | |
| Castro de Pontellas             | Porriño            |                                                | |
| Castro de Ribela                | A Estrada          | 600 a.c. - 100 d.c.                            | Fermé par trois enceintes. |
| Castro de San Amaro             | Salvaterra de Miño |                                                | |
| Castro de San Miguel            | A Estrada          |                                                | |
| Castro de Santa Trega           | A Guarda           |                                                | |
| Castro de San Tomé de Ancorados | A Estrada          |                                                | |
| Castro de Troña                 | Ponteareas         |                                                | Premières fouilles en 1929 par Luis Pericot et Florentino López Cuevillas. Il a été mis au jour 30 constructions circulaires, un fossé et une muraille du côté du levant.                                           |
| Castro de Verducido             | Pontevedra         |                                                | Connu aussi sous le nom de Outeiro de Castro. |
| Castro de Xián                  | Gondomar           |                                                | |